# Spettroscopia astronomica

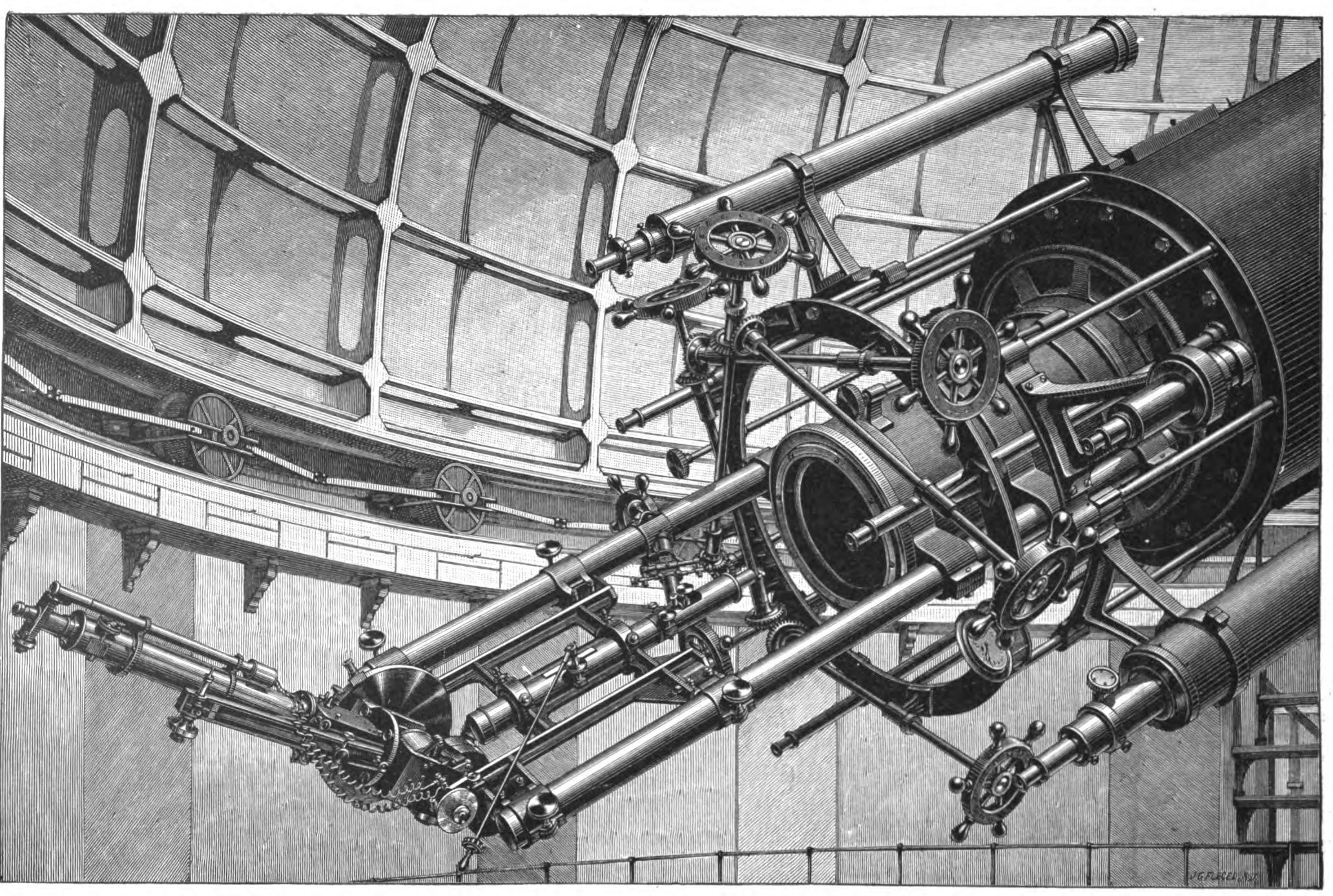
Lo spettroscopio stellare dell'Osservatorio Lick in 1898. Progettato da James Keeler e costruito da John Brashear.

Trasmittanza elettromagnetica, o anche opacità, dell'atmosfera terrestre. Opacità del 100% significa che la radiazione è assorbita, mentre opacità dello 0% che non è assorbita. La figura mostra come l'atmosfera sia perfettamente trasparente solo per le lunghezze d'onda tra 10 m e 10 cm, ed ha una scarsa opacità nel visibile, mentre in gran parte dello spettro elettromagnetico
l'atmosfera attenua fortemente le onde elettromagnetiche.

La spettroscopia astronomica è lo studio dell'astronomia che usa le tecniche della spettroscopia per misurare lo spettro della radiazione elettromagnetica, incluse la luce visibile e le onde radio irradiate dalle stelle e da altri corpi celesti caldi. La spettroscopia può essere utilizzata per derivare le proprietà delle galassie e delle stelle distanti, come ad esempio la composizione chimica, la temperatura, la densità, la massa, la distanza, la luminosità e, usando le misure dell'effetto Doppler, il loro moto relativo.
La spettroscopia astronomica è utilizzata principalmente per misurare tre bande di radiazione: lo spettro visibile che comprende l'infrarosso, le onde radio e i raggi X che comprendono l'ultravioletto. Mentre la spettroscopia si occupa di aree specifiche dello spettro, sono richiesti metodi differenti per acquisire il segnale in base alla sua frequenza. L'Ozono (O3) e l'ossigeno molecolare (O2), ad esempio, assorbono la luce con una lunghezza d'onda inferiore a 300 nm. Per questo motivo non è possibile studiare tali molecole facendo spettroscopia dalla Terra poiché il segnale dovuto all'atmosfera maschererebbe qualsiasi segnale extraterrestre. Da qui nasce la necessità di telescopi satellitari o di rivelatori montati su razzi. I segnali radio hanno una lunghezza d'onda maggiore dei segnali ottici e la loro rilevazione avviene con antenne.
La radiazione infrarossa, specialmente quella proveniente dal cosiddetto lontano infrarosso, viene assorbita dall'acqua atmosferica e dall'anidride carbonica. Perciò questa branca della spettroscopia, che ha dato importanti informazioni in astrofisica, ha bisogno di palloni sonda ad alta quota (stratosfera) o satelliti per potere ottenere informazioni utili. Gli strumenti sono simili a quelli usati per la spettroscopia ottica, ma comportano tutte le problematiche connesse all'uso di palloni sonda o satelliti.

## Spettroscopia ottica

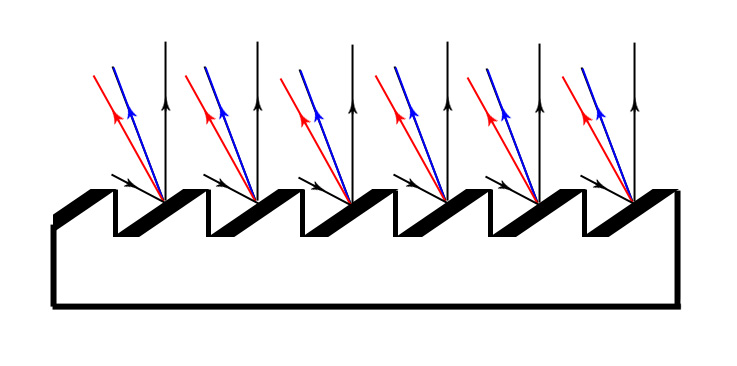
Luce incidente riflessa allo stesso angolo (linee nere), ma una piccola parte della luce viene rifratta come luce colorata (linee rosse e blu).

I fisici si interessano dello spettro solare da quando Isaac Newton usò un semplice prisma per osservare le proprietà rifrattive della luce.
All'inizio del 1800, Joseph von Fraunhofer usò la sua abilità di vetraio per creare un prisma molto puro; questo gli permise di osservare 574 linee nere in uno spettro in apparenza continuo.
Successivamente lo stesso von Fraunhofer, unì un telescopio e un prisma per osservare lo spettro di Venere, della Luna, di Marte e di varie stelle come Betelgeuse. La sua società, continuò, fino alla chiusura nel 1884, a costruire e a vendere telescopi rifrattivi di alta qualità basati sul suo disegno originale.
La risoluzione di un prisma è correlata alla sua dimensione, un prisma più grande fornirà uno spettro più dettagliato, ma un incremento della sua massa lo rende inadatto a un lavoro di alta precisione. Questo problema fu risolto all'inizio del 1900 nell'Osservatorio Dominion a Ottawa in Canada con lo sviluppo di un reticolo di riflessione di alta qualità da parte di J.S.Plaskett. La luce colpendo uno specchio verrà riflessa con lo stesso angolo, tranne una piccola porzione che sarà invece rifratta con un angolo differente che dipende dall'indice di rifrazione del materiale e dalla lunghezza d'onda della luce. Creando un reticolo di diffrazione particolare che utilizza un gran numero di specchi inclinati, la luce può essere focalizzata in un punto e osservata. Questi nuovi spettroscopi, molto più complessi di un prisma, richiedono meno luce e possono essere focalizzati su una specifica regione dello spettro inclinando il reticolo.
Attualmente i reticoli di diffrazione vengono fabbricati con le tecnologie della microelettronica. La distanza tra le linee parallele, detta "passo del reticolo", dipende dalla lunghezza d'onda da studiare: la distanza tra le linee è circa eguale alla lunghezza d'onda della banda di interesse. Il passo del reticolo viene misurato solitamente con il numero di linee per mm. La dimensione totale di un reticolo assieme al passo del reticolo ne determina la risoluzione: la minima variazione di frequenza che si riesce ad apprezzare. Con le tecniche litografiche attuali è possibile fare reticoli di un centinaio di {\displaystyle cm^{2}\ } con anche 1000 linee/mm. Un metodo diffuso per la produzione di reticoli di diffrazione utilizza un gel fotosensibile inserito tra due substrati di supporto. Il gel viene sottoposto ad uno stampo olografico per essere poi sviluppato. Questi reticoli detti reticoli di diffrazione olografici a volume di fase (o reticoli VHP - Volume Phase Holography diffraction gratings) non hanno delle fenditure fisiche, ma una modulazione periodica dell'indice di rifrazione del gel. Questo permette di eliminare la maggior parte della rifrazione superficiale che è invece presente negli altri tipi di reticoli. Solitamente questi reticoli hanno un'efficienza più alta e permettono di ottenere fenditure dalle forme complicate. Le versioni meno recenti di questi reticoli presentavano delle difficoltà di conservazione e utilizzo legate al fatto che il gel doveva essere mantenuto a una bassa temperatura e a un'umidità controllata. Ora le sostanze fotosensibili vengono protette con substrati che le rendono resistenti all'umidità, al calore e alle sollecitazioni meccaniche. I reticoli VHP non vengono danneggiati dal contatto accidentale con le mani dello sperimentatore e presentano una maggiore resistenza alle abrasioni rispetto ai reticoli in rilievo.
La luce diffratta da un reticolo o dispersa da un prisma in uno spettrografo, viene misurata da un rilevatore. Prima dello sviluppo dei rilevatori elettronici, lo spettro veniva registrato con lastre fotografiche. Dagli anni settanta gli spettrografi ottici utilizzano matrici di CCD. La calibrazione delle lunghezze d'onda può essere effettuata misurando le linee di emissione di una lunghezza d'onda nota come quelle emesse da una lampada a scarica di gas. L'intensità di uno spettro può essere calibrata come funzione della lunghezza d'onda dal confronto con un'osservazione di una stella standard tenendo conto delle correzioni per l'assorbimento atmosferico della luce, se l'osservazione viene fatta a terra. Tale calibrazione viene chiamata spettrofotometria astronomica da non confondersi con la spettrofotometria usata sulla terra.

## Radio spettroscopia
La radio astronomia inizia grazie al lavoro di Karl Jansky all'inizio del 1930, mentre stava lavorando per i Bell Laboratories; egli costruì un'antenna radio per cercare potenziali sorgenti di interferenza nelle trasmissioni radio transatlantiche. In quella occasione trovò che una delle sorgenti di rumore scoperte non proveniva dalla Terra, ma dal centro della Via Lattea nella costellazione del Sagittario. Nel 1942, James Stanley Hey misurò onde radio provenienti dal Sole usando ricevitori radar militari. La spettroscopia delle onde radio è iniziata con la scoperta, nel 1951, della riga a 21 centimetri dell'idrogeno neutro (circa 1,42 GHz).

Mappa della radiazione cosmica di fondo, dopo la rimozione dei contributi dovuti a sorgenti locali e dell'anisotropia di dipolo.

L'interferometria radio fu utilizzata nel 1946, quando J. L. Pawsey, R. Payne-Scott e L. McCready usarono una singola antenna sulla cime di una scogliera per osservare la frequenza di 200 MHz della radiazione solare. Due raggi incidenti, uno proveniente direttamente dal sole e l'altro riflesso dalla superficie del mare, generarono l'interferenza necessaria. Il primo interferometro multi-ricevitore fu costruito nello stesso anno da M. Ryle e Vonberg. Nel 1960; Ryle e Antony Hewish pubblicarono la tecnica della sintesi d'apertura per analizzare i dati dell'interferometro. Con il processo della sintesi d'apertura, che coinvolge l'autocorrelazione e la trasformata discreta di Fourier del segnale in entrata, si ottiene la variazione del flusso sia spaziale che di frequenza. Il risultato è un'immagine 3D il cui terzo asse è occupato dalla frequenza. Per questo lavoro, Ryle e Hewish furono congiuntamente premiati nel 1974 con il premio Nobel per la Fisica..
Anche la radiazione cosmica di fondo, che ha la massima intensità a 160 GHz, fa parte delle radio spettroscopia. Tale radiazione elettromagnetica permea l'universo in maniera isotropa e viene interpretata come il residuo del Big Bang. Questa radiazione, che non è associata ad alcuna stella o galassia, può essere rilevata solo tramite l'utilizzo di un radiotelescopio; venne scoperta nel 1964 da Arno Penzias e Robert Woodrow Wilson successivamente premiati nel 1978 con il Premio Nobel per la fisica.

## Spettroscopia dei raggi X
L'astronomia a raggi X è una branca dell'astronomia che si occupa dell'osservazione e della rilevazione di raggi-X prodotti da oggetti astronomici. Poiché i raggi-X vengono assorbiti dall'atmosfera terrestre, gli strumenti utilizzati per rilevarli devono essere portati ad altitudini elevate. Per questo solitamente vengono utilizzati palloni, razzi-sonda e satelliti. L'emissione dei raggi-X è causata da oggetti astronomici che contengono gas caldi a temperature che vanno da milioni di kelvin (K) a centinaia di milioni di kelvin (MK).
Sebbene l'emissione dei raggi-X da parte del Sole è stata osservata fin dagli anni '40, la scoperta nel 1962 della prima sorgente di raggi-X cosmici fu sorprendente. Questa sorgente, trovata nella costellazione dello Scorpione, è chiamata Scorpius X-1. Basandosi sulle scoperte fatte riguardo l'astronomia dei raggi-X, a partire da Scorpius X-1, nel 2002 Riccardo Giacconi vinse il Premio Nobel per la Fisica. Come ormai noto le sorgenti di raggi-X sono le stelle degeneri, come ad esempio le stelle di neutroni e i buchi neri. Sebbene gli oggetti che cadono nei buchi neri potrebbero emettere raggi-X, i buchi neri stessi non sono in grado di tali emissioni. La sorgente di energia per l'emissione di raggi-X è la gravità, infatti nel caso di forti campi gravitazionali i gas e le polveri vengono scaldati e sono portati a emettere raggi-X.

## Le stelle e le loro proprietà

### Le proprietà chimiche

Spettro continuo

Linee di emissione

Linee di assorbimento

Newton usò un prisma per dividere la luce bianca in uno spettro di colori e i prismi di alta qualità di Fraunhofer, permisero agli scienziati di vedere le linee nere di origine sconosciuta. Soltanto dopo il 1850, Gustav Kirchhoff e Robert Bunsen avrebbero descritto il fenomeno alla base di queste linee nere: oggetti caldi solidi producono luce con uno spettro continuo, gas caldi emettono luce a una specifica lunghezza d'onda e oggetti solidi caldi circondati da gas più freddi, mostreranno uno spettro quasi continuo con linee nere che corrispondono alle linee di emissione dei gas. Confrontando le linee di assorbimento del Sole con lo spettro di emissione di un gas noto può essere determinata la composizione chimica delle stelle.
La maggior parte delle linee di Fraunhofer e gli elementi con cui sono associate, sono mostrati nella seguente tabella. I nomi delle Serie di Balmer sono tra parentesi.
| Identificazione | Elemento | Lunghezza d'onda (nm) |
| --------------- | -------- | --------------------- |
| y               | O2       | 898.765               |
| Z               | O2       | 822.696               |
| A               | O2       | 759.370               |
| B               | O2       | 686.719               |
| C (Hα)          | H        | 656.281               |
| a               | O2       | 627.661               |
| D1              | Na       | 589.592               |
| D2              | Na       | 588.995               |
| D3 or d         | He       | 587.5618              |
| e               | Hg       | 546.073               |
| E2              | Fe       | 527.039               |
| b1              | Mg       | 518.362               |
| b2              | Mg       | 517.270               |
| b3              | Fe       | 516.891               |
| b4              | Mg       | 516.733               |

| Identificazione | Elemento | Lunghezza d'onda (nm) |
| --------------- | -------- | --------------------- |
| c               | Fe       | 495.761               |
| F (Hβ)          | H        | 486.134               |
| d               | Fe       | 466.814               |
| e               | Fe       | 438.355               |
| G' (Hγ)         | H        | 434.047               |
| G               | Fe       | 430.790               |
| G               | Ca       | 430.774               |
| h (Hδ)          | H        | 410.175               |
| H               | Ca+      | 396.847               |
| K               | Ca+      | 393.368               |
| L               | Fe       | 382.044               |
| N               | Fe       | 358.121               |
| P               | Ti+      | 336.112               |
| T               | Fe       | 302.108               |
| t               | Nichel   | 299.444               |

Non tutti gli elementi del Sole sono stati immediatamente identificati. Due sono gli esempi significativi:
- Nel 1868 Norman Lockyer e Pierre Janssen indipendentemente osservarono una linea vicino al doppietto del sodio (D1 e D2) che Lockyer determinò essere un nuovo elemento. Lo chiamò Elio, ma questo elemento non fu trovato sulla Terra fino al 1895.
- Nel 1869 gli astronomi C. A. Young e W. Harkness indipendentemente osservarono, durante un'eclissi, un'insolita linea di emissione verde intorno alla corona del Sole. Questo "nuovo" elemento fu erroneamente chiamato coronio, poiché fu trovato solo nella corona. Fu solo dopo il 1930 che W. Grotrian e B. Edlèn scoprirono che la linea spettrale a 530.3 nm era causata da ferro altamente ionizzato (Fe13).[12] Altre linee inusuali nello spettro della corona sono anche causate da ioni altamente carichi, come ad esempio il nichel e il calcio. L'alta ionizzazione viene causata dalle alte temperature della corona solare.

Tra le 20000 linee di assorbimento, che sono state elencate per il Sole tra i 293.5 nm e gli 877.0 nm, solo approssimativamente il 75% di queste linee è stato collegato con l'assorbimento degli elementi.
Dall'analisi della larghezza di ogni linea spettrale in uno spettro di emissione, possono essere determinati sia gli elementi presenti in una stella sia la loro abbondanza. Usando queste informazioni, le stelle possono essere categorizzate in popolazioni stellari. Nella Popolazione I si trovano le stelle più giovani e con il più alto contenuto di metallo (il nostro Sole è una stella Pop I), mentre le stelle appartenenti alla Popolazione III, sono le più vecchie con un contenuto di metallo molto basso.

### Temperatura e dimensione

Funzione di distribuzione del corpo nero a varie temperature.

Nel 1860 Gustav Kirchhoff propose il concetto di corpo nero, un oggetto che emette e assorbe radiazione elettromagnetica a tutte le lunghezze d'onda. Nel 1894 W. Wien derivò un'espressione che mette in relazione la temperatura (T) del corpo nero e la lunghezza d'onda del suo picco di emissione (λmax).
{\displaystyle \lambda _{\text{max}}T=b}
"b" è una costante di proporzionalità chiamata "costante di spostamento di Wien", che vale 2.8977729x10-3 mK. Questa equazione è chiamata legge di Wien. Dalla misura del picco della lunghezza d'onda di una stella, può essere determinata la temperatura superficiale. Per esempio, se il picco della lunghezza d'onda di una stella è 502 nm la corrispondente temperatura sarà 5773 K (Kelvin).
La luminosità di una stella è una misura dell'energia elettromagnetica emessa in un dato intervallo di tempo. La luminosità (L) può essere legata alla temperatura (T) di una stella da:
{\displaystyle L=4\pi R^{2}\sigma T^{4}}
dove R è il raggio della stella e σ è la costante di Stefan-Boltzmann, il cui valore è 5.670367(13)x10-8 Wm-2K-4. Così quando sia la luminosità che la temperatura sono note (attraverso misure dirette e calcoli) si può determinare il raggio della stella.

## Galassie
Lo spettro delle galassie assomiglia allo spettro stellare, essendo queste composte dalla luce di un insieme di milioni di stelle.
Gli studi sullo spostamento Doppler di ammassi di galassie fatti da Fritz Zwicky nel 1937 evidenziarono che la maggior parte delle galassie si stava muovendo più velocemente rispetto a quello che sembrava possibile in base a quello che si sapeva circa la massa degli ammassi. Zwicky ipotizzò che ci dovesse essere una grande quantità di materia non-luminosa negli ammassi di galassie, che diventò nota come materia oscura. Da questa sua scoperta, gli astronomi hanno determinato che una grande parte delle galassie (e la maggior parte dell'universo) è costituita di materia oscura. Nel 2003, furono trovate quattro galassie (NGC 821, NGC 3379, NGC 4494 e NGC 4697) aventi una quantità di materia oscura molto piccola se non nulla, osservazione ricavata dal moto delle stelle contenute in esse; la ragione dietro questa mancanza di materia oscura è sconosciuta.
Nel 1950, furono trovate forti sorgenti radio associabili con oggetti molto deboli e con uno spettro tendente al rosso. Quando il primo spettro di uno di questi oggetti fu analizzato, vennero trovate linee di assorbimento a lunghezze d'onda dove non ne era prevista nessuna. Ci si rese subito conto che quello che veniva osservato era un normale spettro galattico, ma fortemente spostato verso il rosso.. Queste sorgenti furono chiamate "sorgenti radio quasi-stellari" o quasar da Hong-Yee Chiu nel 1964. Attualmente si pensa che i quasar siano galassie formatesi nei primi anni del nostro universo, con il loro elevato output di energia alimentato da un buco nero super-massivo.
Le proprietà di una galassia possono essere anche determinate analizzando le stelle al suo interno. NGC 4550, una galassia nell'ammasso della Vergine, ha una grande quantità di stelle rotanti nella direzione opposta alle altre. Si crede che la galassia sia la combinazione di due galassie più piccole che stavano ruotando in direzioni opposte. La luminosità delle stelle nelle galassie può essere utile a determinare la distanza di una galassia, questo può essere un metodo più accurato rispetto alla parallasse o alle 'candele standard'.

## Mezzo interstellare
Il mezzo interstellare è la materia che occupa lo spazio tra i sistemi stellari nelle galassie. Il 99% di questa materia è gassosa, idrogeno, elio e piccole quantità di altri elementi ionizzati come l'ossigeno. Il restante 1% è polvere particellare, si pensa sia per la maggior parte grafite, silicati e ghiaccio. Le nuvole di polvere e gas vengono chiamate nebulose.
Ci sono tre tipo di nebulose: nebulose di assorbimento, riflessione ed emissione. Le nebulose di assorbimento (o oscure) sono composte di polvere e gas in una quantità tale da oscurare la luce delle stelle dietro di loro. Queste rendono difficile la fotometria. Le nebulose di riflessione, come suggerisce il loro nome, riflettono la luce delle stelle vicine. I loro spettri sono gli stessi delle stelle che le circondano, sebbene la luce sia più blu; lunghezze d'onda più corte diffondono meglio di lunghezze d'onda maggiori. Le nebulose di emissione emettono luce a specifiche lunghezze d'onda in base alla loro composizione chimica.

### Emissione gassosa delle nebulose
Nei primi anni della spettroscopia astronomica, gli scienziati erano disorientati dallo spettro delle nebulose gassose. Nel 1864 William Huggins notò che molte nebulose mostravano solo delle linee di emissione piuttosto che uno spettro completo come le stelle. Dal lavoro di Kirchhoff, egli concluse che le nebulose contenessero "enormi masse di gas luminoso o vapore".
Comunque, c'erano diverse linee di emissione che non potevano essere collegate con alcun elemento terrestre, le più luminose tra queste linee a 495.9 nm e 500.7 nm. Queste linee furono attribuite a un nuovo elemento, nebulio, fino a quando Ira Bowen determinò nel 1927 che le linee di emissione erano causate da ossigeno altamente ionizzato (O+2). Queste linee di emissione non possono essere riprodotte in laboratorio perché sono linee proibite; la bassa densità di una nebulosa (un atomo per centimetro cubo) permette agli ioni metastabili di decadere passando per linee di emissione piuttosto che attraverso collisioni con altri atomi.
Non tutte le emissioni delle nebulose si trovano intorno o vicino alla stella dove il riscaldamento solare ha causato la ionizzazione. La maggior parte delle emissioni gassose delle nebulose sono composte da idrogeno neutro. Nello stato fondamentale, l'idrogeno neutro ha due possibili stati di spin: l'elettrone o ha lo spin nella stessa direzione del protone o in quello opposta. Lo stato stabile è quello in cui gli spin sono di segno opposto. Quando l'atomo va dallo stato con maggiore energia (spin parallelo) a quello più stabile (spin opposto), rilascia una linea di emissione di 21 cm. Mentre quando passa dallo stato stabile a quello con maggiore energia genera una linea di assorbimento di 21 cm. Questa linea si trova all'interno dell'intervallo delle onde radio e permette misure molto precise:
- La velocità della nube può essere misurata dallo spostamento Doppler.
- L'intensità della linea di 21 cm fornisce la densità e il numero di atomi nella nube.
- La larghezza in frequenza della linea dà una informazione sulla temperatura della nube.

Usando queste informazioni la forma della Via Lattea è stata osservata essere una spirale, sebbene il numero esatto e la posizione delle braccia della spirale è oggetto di ricerche ancora in corso.

### Molecole complesse
La polvere e le molecole nel mezzo interstellare, non solo oscurano la fotometria, ma causano anche le linee di assorbimento nella spettroscopia. Le loro caratteristiche spettrali sono generate dalla transizione degli elettroni che le compongono tra diversi livelli di energia o dallo spettro rotazionale o vibrazionale. La rilevazione solitamente avviene nella parte dello spettro delle onde radio, microonde e dell'infrarosso. Le reazioni chimiche che formano queste molecole possono accadere in nubi fredde e diffuse o nella emissione calda intorno ad una nana bianca da una nova o supernova. Gli idrocarburi policiclici aromatici, come ad esempio l'acetilene (C2H2) generalmente si uniscono per formare grafiti o altri materiali fuligginosi, ma esistono anche altre molecole organiche come ad esempio l'acetone ((CH3)2CO) e il buckminsterfullerene (C60 e C70).

## Moto nell'universo

Spostamento verso il rosso e Spostamento verso il blu

Le stelle e i gas interstellari sono destinati dalla gravità a formare galassie, gruppi di galassie possono essere destinati a formare ammassi di galassie. Con eccezione delle stelle nella Via Lattea e delle galassie nel Gruppo Locale, quasi tutte le galassie si stanno allontanando da noi a causa dell'espansione dell'universo.

### Effetto Doppler e redshift
Il moto di oggetti stellari può essere determinato guardando il loro spettro. A causa dell'effetto Doppler, gli oggetti che si muovono verso di noi sono spostati verso il blu, mentre quelli che si allontanano da noi sono spostati verso il rosso. La lunghezza d'onda della luce spostata verso il rosso è maggiore, apparendo più rossa rispetto a quella della sorgente. Al contrario, la lunghezza d'onda della luce spostata verso il blu è più corta, apparendo più blu della sorgente di luce:
{\displaystyle {\frac {\lambda -\lambda _{0}}{\lambda _{0}}}={\frac {v_{0}}{c}}}
dove λ0 è la lunghezza d'onda emessa, v0 è la velocità dell'oggetto e λ è la lunghezza d'onda osservata. Si noti che v<0 corrisponde a λ<λ0, una lunghezza d'onda spostata verso il blu. Un assorbimento spostato verso il rosso o una linea di emissione appariranno più spostate verso la parte rossa finale dello spettro rispetto ad una linea ferma. Nel 1913 Vesto Slipher determinò che la galassia Andromeda era spostata verso il blu, questo significava che si stava spostando verso la Via Lattea. Egli registrò lo spettro di altre venti galassie — quattro di queste erano spostate verso il rosso — e fu in grado di calcolare la loro velocità rispetto alla Terra. Edwin Hubble userà dopo quest'informazione, così come le sue osservazioni, per definire la legge di Hubble: più una galassia è lontana dalla Terra e più velocemente si allontana da noi. La legge di Hubble può essere generalizzata così:
{\displaystyle v=H_{0}d}
dove {\displaystyle v} è la velocità (o flusso di Hubble), {\displaystyle H_{0}} è la costante di Hubble e {\displaystyle d} è la distanza dalla Terra.
Lo spostamento verso il rosso (z) può essere espresso dalle seguenti equazioni:
| Basato sulla lunghezza d'onda                                                                                    | Basato sulla frequenza                                                                   |
| --- | ---------------------------------------------------------------------------------------- |
| {\displaystyle z={\frac {\lambda _{\mathrm {oss} }-\lambda _{\mathrm {emessa} }}{\lambda _{\mathrm {emessa} }}}} | {\displaystyle z={\frac {f_{\mathrm {emessa} }-f_{\mathrm {oss} }}{f_{\mathrm {oss} }}}} |
| {\displaystyle 1+z={\frac {\lambda _{\mathrm {oss} }}{\lambda _{\mathrm {emessa} }}}}                            | {\displaystyle 1+z={\frac {f_{\mathrm {emessa} }}{f_{\mathrm {oss} }}}}                  |

In queste equazioni, la frequenza è denotata da {\displaystyle f} e la lunghezza d'onda da {\displaystyle \lambda }. Maggiore è il valore di z, più la luce è spostata verso il rosso e l'oggetto è più lontano dalla Terra. A partire dal gennaio 2013, la più grande galassia spostata verso il rosso di z~12 fu trovata usando il Campo ultra profondo di Hubble e corrisponde ad un'età di oltre 13 miliardi di anni (l'universo ha approssimativamente 13.82 miliardi di anni).
L'effetto Doppler e la legge di Hubble possono essere uniti e formare l'equazione:
{\displaystyle z={\frac {v_{Hubble}}{c}}}
dove c'è la velocità della luce.

### Moto caratteristico
Gli oggetti che sono legati dalla gravità ruoteranno intorno a un comune centro di massa. Per i corpi stellari, questo moto è noto come velocità peculiare e può complicare l'interpretazione della legge di Hubble. Quindi per tenere conto di tale effetto occorre modificare la Legge di Hubble:
{\displaystyle v_{total}=H_{0}d+v_{pec}}
Questo moto, può causare confusione quando si osserva uno spettro solare o galattico poiché il redshift aspettato, che è basato sulla legge di Hubble, sarà oscurato dal moto peculiare. Per esempio, la forma e la dimensione dell'ammasso della Vergine sono stati materia di un dettagliato esame scientifico a causa dell'ampia gamma di velocità caratteristiche delle galassie nell'ammasso.

### Stelle binarie

Due stelle di diversa dimensione che orbitano intorno al centro di massa. Si nota che lo spettro è diviso in base alla posizione e alla velocità delle stelle.

Così come i pianeti possono essere legati alle stelle dalla forza di gravità, coppie di stelle possono orbitare l'una intorno all'altra. Alcune stelle binarie, sono binarie visibili. Questo significa che possono essere viste orbitare l'una intorno all'altra tramite un telescopio. Alcune stelle binarie, invece, sono troppo vicine tra loro per essere distinte. In questo caso quando vengono osservate attraverso uno spettrometro, mostreranno uno spettro composito: lo spettro di ogni stella sarà sovrapposto a quello dell'altra. Questo spettro composito diventa più facile da rilevare quando le stelle hanno una luminosità simile tra loro e appartengono ad una diversa. classificazione stellare
La spettroscopia delle stelle binarie può dare informazioni utili grazie alla loro velocità radiale. Mentre le stelle ruotano l'una intorno all'altra, una stella può muoversi verso la Terra, mentre l'altra si allontana causando uno spostamento Doppler nello spettro composito. Il piano orbitale del sistema determina la rilevanza dello spostamento osservato: se l'osservatore si trova in posizione perpendicolare al piano orbitale, non verrà vista alcuna velocità radiale. Un esempio sulla terra chiarisce l'effetto: se si guarda una giostra posizionandosi su un lato di questa, si vedranno gli oggetti sulla giostra avvicinarsi e allontanarsi, mentre se si guarda la giostra dall'alto, gli oggetti appariranno muoversi solo sul piano orizzontale.

## Pianeti, asteroidi e comete
I pianeti e gli asteroidi, brillano solo di luce riflessa della loro stella madre, mentre le comete assorbono ed emettono luce a diverse lunghezze d'onda.

### Pianeti
La luce riflessa di un pianeta contiene bande di assorbimento a causa dei minerali nelle rocce presenti nei corpi rocciosi o a causa degli elementi e delle molecole presenti nell'atmosfera dei giganti gassosi. A oggi sono stati scoperti all'incirca 1000 esopianeti. Questi includono il cosiddetto Giove Caldo e anche pianeti simili alla Terra. Usando la spettroscopia sono stati scoperti composti come: i metalli alcalini, il vapor d'acqua, il monossido di carbonio, il diossido di carbonio ed il metano.

### Asteroidi
Gli asteroidi possono essere classificati, secondo i loro spettri, in tre grandi gruppi. Le categorie originarie furono create da Clark R. Chapman, David Morrison e Ben Zellner nel 1975 e più tardi ampliate da David J. Tholen nel 1984. In quella che oggi è conosciuta come la classificazione di Tholen, gli asteroidi di tipo C sono composti di materiali carboniosi, quelli di tipo S sono costituiti principalmente di silicati e quelli di tipo X sono 'metallici'. Ci sono altre classificazioni per asteroidi non comuni. Gli asteroidi tipo C e S sono i più comuni. Nel 2002 la classificazione di Tholen fu ulteriormente "trasformata" nella classificazione SMASS, espandendo il numero delle categorie da 14 a 26 per avere un'analisi spettroscopica degli asteroidi.

### Comete

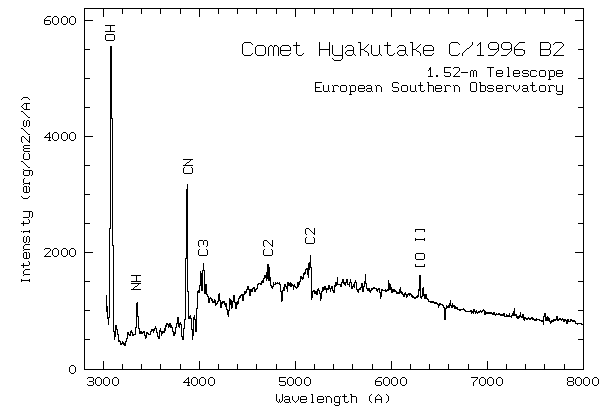
Spettro ottico della cometa Hyakutake.

Lo spettro delle comete è composto dal riflesso dello spettro solare e provenie dalle nubi di polvere che circondano la cometa, e anche da linee di emissione provenienti da atomi e molecole gassose eccitate alla fluorescenza dalla luce solare e/o da reazioni chimiche. Per esempio, la composizione chimica della Cometa ISON fu determinata dalla spettroscopia a causa dell'evidente linea di emissione del cianuro (CN) e anche di due e tre atomi di carbonio (C2 e C3).
Nelle vicinanze delle comete, si osservano anche emissioni nei raggi-X, come quelli causati dagli ioni del vento solare che si dirigono verso la cometa e da essa vengono neutralizzati. Lo spettro dei raggi-X di una cometa quindi, fornisce principalmente informazione sul vento solare.